# Ханос (муниципалитет)
Ханос (исп. Janos) — муниципалитет в Мексике, штат Чиуауа с административным центром в одноимённом городе. Численность населения, по данным переписи 2010 года, составила 10 953 человека.

## Общие сведения
Название Janos относится к названию племёни индейцев, населявших этот регион в прошлом.
Площадь муниципалитета равна 7413 км², что составляет 3 % от общей площади штата, а наивысшая точка — 2190 метров, расположена в поселении Лос-Асулес.
Он граничит с другими муниципалитетами штата Чиуауа: на востоке с Асенсьоном и Нуэво-Касас-Грандесом, на юге с Касас-Грандесом, а также на западе граничит с другим штатом Мексики — Сонорой, а на севере проходит государственная граница с Соединёнными Штатами Америки.

## Учреждение и состав
Муниципалитет был образован в 1825 году, в его состав входит 151 населённый пункт, самые крупные из которых:
| Код INEGI                  | Населённый пункт                                                                       | Численность населения (2005 год) | Численность населения (2010 год) |
| -------------------------- | -------------------------------------------------------------------------------------- | -------------------------------- | -------------------------------- |
| 035                        | Всего                                                                                  | 8211                             | 10953                            |
| 0001                       | Ханос (исп. Janos) 30°53′16″ с. ш. 108°11′24″ з. д.                                    | 2567                             | 2738                             |
| 0072                       | Монте-Верде (Альтамира) (исп. Monte Verde (Altamira)) 30°54′49″ с. ш. 108°42′54″ з. д. | 701                              | 1087                             |
| 0027                       | Фернандес-Леаль (исп. Fernández Leal) 30°51′05″ с. ш. 108°17′06″ з. д.                 | 529                              | 885                              |
| 0049                       | Панчо-Вилья (исп. Pancho Villa (La Morita)) 30°48′09″ с. ш. 108°38′47″ з. д.           | 389                              | 812                              |
| 0017                       | Трес-Аламос (исп. Tres Álamos) 30°49′34″ с. ш. 108°17′53″ з. д.                        | 423                              | 670                              |
| 0012                       | Каса-де-Ханос (исп. Casa de Janos) 30°42′54″ с. ш. 108°25′21″ з. д.                    | 385                              | 399                              |
| Названия на карте Генштаба |                                                                                        |                                  |                                  |

## Экономика
По статистическим данным 2000 года, работоспособное население занято по секторам экономики в следующих пропорциях: сельское хозяйство, скотоводство и рыбная ловля — 50,3 %, промышленность и строительство — 19,7 %, сфера обслуживания и туризма — 28,9 %, прочее — 4,1 %.

## Инфраструктура
По статистическим данным 2010 года, инфраструктура развита следующим образом:
- электрификация: 97,2 %;
- водоснабжение: 98,6 %;
- водоотведение: 83,7 %.

## Фотографии
- Церковь в Ханосе
- Граница с США